# 約翰·洛施密特
约翰·约瑟夫·洛施密特（德語：Johann Josef Loschmidt，1821年3月15日—1895年7月8日），奥地利科学家，在热力学、光学、电动力学和化学领域做出了开创性贡献。

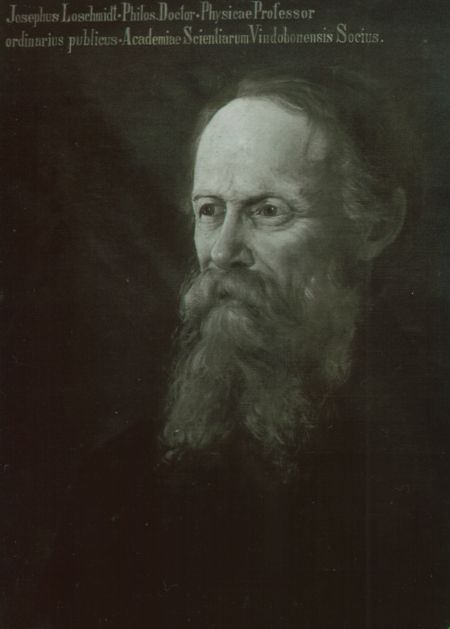
約翰·洛施密特

2010 年，维也纳大学化学研究所的二号报告厅更名为 Joseph Loschmidt Auditorium，以纪念洛施密特。

## 生平
洛施密特出生于奥地利帝国统治时期的卡尔斯巴德镇（今捷克共和国的卡罗维发利）。在波西米亚牧师 Adalbert Czech 的建议下，洛施密特的父母送他到奥斯特罗夫读高中。1837 年，洛施密特前往布拉格学习进阶先修课程。
在布拉格查理大学攻读哲学和数学时，洛施密特认识了日后对他求学生涯作出重要影响的哲学教授 Franz Serafin Exner。这位教授患有眼疾，需要在洛施密特的帮助下阅读文字。Exner 在他的学科改革中提升了数学和科学的地位，并建议洛施密特把数学应用于研究心理现象。虽然该尝试并未成功，但这使得洛施密特的数学能力大大提升。
1841 年，洛施密特进入帝国皇家理工学院进修物理和化学，并于 1846 年毕业。他试图应聘学术职位，但没有成功。在写给 Exner 教授的信件中，洛施密特提到曾考虑过移民至得克萨斯州。不过他还是选择留在了维也纳，进入一家钢铁厂工作，后来又创立了一家合成硝酸钾的公司，但最终破产。
1856 年，洛施密特入职维也纳中学当老师，并开始研究分子结构。此时欧洲的自然科学正在蓬勃发展，热力学中的分子动理论也在这个时期开始发展。1861 年，洛施密特自费出版了一本小册子《化学研究》，其中绘制了三百多种化合物分子结构的二维分子结构，其使用的表示方法已与现代使用的分子结构记号相近。在书中，洛施密特用单个圆来表示芳香族化合物，如苯与三嗪等，原因可能是当时它们的结构尚未被明确，也有些观点认为这表明洛施密特比凯库勒更早发现了芳香族化合物的环状结构。
1865年，洛施密特首次测定出了空气的平均分子质量，不过他测到的结果是实际值的两倍。以此为基础，他计算出标准状态下单位体积内气体分子的数量，即洛施密特常量，并进一步导出了阿伏伽德罗常量。由于阿伏伽德罗常量最早是由洛施密特提出的，故它有时（在德语文献中尤其普遍）亦被称为洛施密特常量。
1866 年，洛施密特受聘为维也纳大学助理教授，后于 1872 年成为该校物理化学教授。他的一个学生是后来的统计物理创始人路德维希·玻尔兹曼。在玻尔兹曼试图用经典力学直接导出麦克斯韦分布律时，洛施密特指出玻尔兹曼的结论在时间反演对称性上存在矛盾，此即洛施密特悖论。
1891 年，洛施密特从维也纳大学退休，并于 4 年后逝世。他唯一的儿子在10岁时不幸夭折。